# カミル・ストッフ

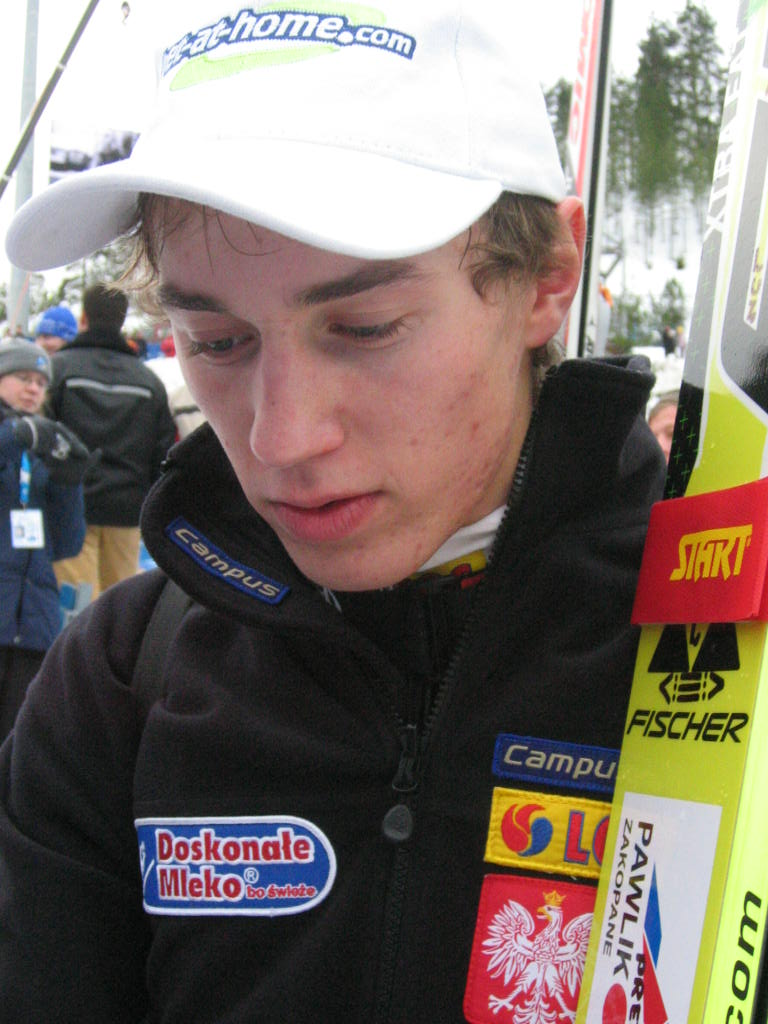
カミル・ストッフ（2007年）

カミル・ウィクター・ストッフ（ポーランド語: Kamil Wiktor Stoch)、1987年5月25日 - ）は、ポーランド・ザコパネ出身のスキージャンプ選手である。AZSザコパネに所属する。

## プロフィール
9歳でスキージャンプを始め、12歳の時にポーランド最大のザコパネ・クロキエフシャンツェで120mを飛んだ。
2003年のノルディックスキージュニア世界選手権では団体6位、個人26位、翌2004年のジュニア世界選手権では団体で銀メダルを獲得、個人では16位となった。
2004年1月24日に地元ザコパネで行われたラージヒルでスキージャンプ・ワールドカップにデビューし、49位となった。
2005年2月11日にはワールドカップで初めてポイントを獲得（7位）、直後の2005年ノルディックスキー世界選手権代表に抜擢され、団体ノーマルヒル6位、個人ラージヒル37位、団体ラージヒル9位に終わった。ジュニア世界選手権では団体で2大会連続の銀メダル、個人では8位となった。
2006年トリノオリンピックではノーマルヒル16位、ラージヒル26位、団体5位。2007年ノルディックスキー世界選手権札幌大会ではラージヒル13位、ノーマルヒル11位、団体では5位となった。
2007年のスキージャンプ・サマーグランプリ、10月3日のオーベルストドルフで初勝利、12月26日にはポーランド選手権ラージヒルで初優勝した。
2009年ノルディックスキー世界選手権ではノーマルヒルで4位入賞、ラージヒルは24位だったものの団体は4位となった。2010年バンクーバーオリンピックではノーマルヒル27位、ラージヒル14位、団体6位に終わった。
2010年のサマーシーズン、ストッフは絶好調だった。コンチネンタルカップでは出場7試合で6勝、2位1回とほぼ無敵で総合優勝を達成、FISサマーグランプリでは3勝をあげて伊東大貴に次ぐ総合2位となった。
2010年8月8日に結婚。
2010/11シーズン、地元ザコパネでスキージャンプ・ワールドカップ初勝利を挙げるなど計3勝をあげ総合10位となり、このシーズン限りで引退するアダム・マリシュの後継者に名乗りをあげた。
2011/12シーズンは2勝をあげて自己最高の総合5位となった。
2012/13シーズンはシーズン序盤やや不調だったが次第に調子を上げ、2013年ノルディックスキー世界選手権ではラージヒル個人で金メダルを獲得、マチェイ・コット、ピオトル・ジワ、ダヴィド・クバッキと組んだラージヒル団体でも銅メダルを獲得した。シーズン総合では自己最高となる3位になった。
2013/14シーズンは開幕戦で37位に終わるなど序盤不調だったが12月中旬のティティーゼ＝ノイシュタット（ドイツ）とエンゲルベルク（スイス）で4戦連続表彰台と調子を上げ、オリンピック直前のヴィリンゲンの試合で2連勝してワールドカップランキング首位に上がった。
優勝候補の一人として臨んだ2014年ソチオリンピックにおいては、ノーマルヒルの1本目はHSに迫る105.5m、2本目にもこの回最長の103.5mを飛び、2位のペテル・プレヴツに13ポイント差をつける圧倒的な強さを見せつけて金メダルを獲得した。ラージヒルも1本目で葛西紀明と並ぶ139.0mを飛びジャッジポイントの差でトップに立つと、2回目は132.5mを飛んで葛西との金メダル争いを1.3ポイント差で制し、マッチ・ニッカネン（1988）、シモン・アマン（2002、2010）に続く史上3人目の個人種目2冠を達成している。オリンピック後も好調を維持し、ペテル・プレヴツ、ゼヴェリン・フロイントらの追撃を振り切ってポーランド勢ではアダム・マリシュ以来のワールドカップ総合優勝を達成した。
2016/17シーズンは4連勝を含む7勝を挙げるが、8勝のシュテファン・クラフトに次ぐ総合2位となった。
2017/18シーズンはワールドカップの7戦目まで勝利が無かったが、8戦目からのスキージャンプ週間ではスヴェン・ハンナバルト以来16年ぶり2人目の4連勝でジャンプ週間の2連覇を達成した。新設されたヴィリンゲン・ファイブでも3戦で1勝を挙げて総合優勝を果たした。平昌オリンピックではビルゲル・ルート(1932・1936年)、マッチ・ニッカネン(1984・1988年)以来3人目となる冬季オリンピックスキージャンプ・ラージヒル個人の2連覇を達成した。ワールドカップでは2戦を残して2度目の総合優勝を決めた。史上6人目の通算30勝も達成した。
2018/19シーズンは中盤から総合2位につけ世界選手権では個人ノーマルヒルで銀メダルを獲得した。世界選手権後のワールドカップ個人第23戦オスロ大会で13位に終わったことで総合連覇の可能性が消え、その後クラフトにもかわされ総合3位でシーズンを終えた。
2019/20シーズンは3勝を挙げるが、クラフトなどに及ばず総合5位であった。
2020/21シーズンはスキージャンプ週間で2位、4位、優勝2回の成績で3回目の総合優勝を果たした。その直後にマリシュに並ぶ通算39勝目を挙げ、ワールドカップでは3勝、2位4回、3位1回を加え総合3位で終えたが、最終戦のプラニツァで3戦中2戦連続で2回目に進めないなど、やや取りこぼしが目立った。フライング世界選手権プラニツァ大会および世界選手権オーベルストドルフ大会では団体3位のメンバーとなった。
2021/22シーズンはワールドカップの表彰台は1回にとどまり、総合19位であった。北京オリンピックは個人ノーマルヒル6位、混合団体ノーマルヒル6位、個人ラージヒル4位、男子団体ラージヒル6位で、フライング世界選手権ヴィケルスン大会個人22位、団体5位のメンバーとなった。

## 主な競技成績

### オリンピック
- 2006年トリノオリンピック ( イタリア)
  - 個人ノーマルヒル 16位
  - 個人ラージヒル 26位
  - 団体ラージヒル 5位
- 2010年バンクーバーオリンピック ( カナダ)
  - 個人ノーマルヒル　27位
  - 個人ラージヒル　14位
  - 団体ラージヒル　6位
- 2014年ソチオリンピック ( ロシア)
  - 個人ノーマルヒル 金メダル
  - 個人ラージヒル 金メダル
  - 団体ラージヒル 4位
- 2018平昌オリンピック ( 韓国)
  - 個人ノーマルヒル　4位
  - 個人ラージヒル　金メダル
  - 団体ラージヒル　銅メダル
- 2022年北京オリンピック（ 中国）
  - 個人ノーマルヒル　6位
  - 混合団体ノーマルヒル　6位
  - 個人ラージヒル　4位
  - 男子団体ラージヒル　6位

### 世界選手権
- 2005年オーベルストドルフ大会 ( ドイツ)
  - 個人ノーマルヒル 予選不通過
  - 個人ラージヒル 37位
  - 団体ノーマルヒル 6位
  - 団体ラージルヒル 9位
- 2007年札幌大会 ( 日本)
  - 個人ノーマルヒル　13位
  - 個人ラージヒル　11位
  - 団体ラージヒル　5位
- 2009年リベレツ大会 ( チェコ)
  - 個人ノーマルヒル 4位
  - 個人ラージヒル 24位
  - 団体ラージヒル 4位
- 2011年オスロ大会 ( ノルウェー)
  - 個人ノーマルヒル 6位
  - 個人ラージヒル 19位
  - 団体ノーマルヒル 4位
  - 団体ラージヒル 5位
- 2013年ヴァル・ディ・フィエンメ大会 ( イタリア)
  - 個人ノーマルヒル 8位
  - 個人ラージヒル 1位
  - 団体ラージヒル 3位
- 2015年ファールン大会 ( スウェーデン)
  - 個人ノーマルヒル 17位
  - 個人ラージヒル 12位
  - 団体ラージヒル 3位
- 2017年ラハティ大会 ( フィンランド)
  - 個人ノーマルヒル 4位
  - 個人ラージヒル 7位
  - 団体ラージヒル 1位
- 2019年ゼーフェルト大会 ( オーストリア)
  - 個人ノーマルヒル 2位
  - 混合団体ノーマルヒル  6位
  - 個人ラージヒル 5位
  - 男子団体ラージヒル  4位
- 2021年オーベルストドルフ大会 ( ドイツ)
  - 個人ノーマルヒル 22位
  - 個人ラージヒル 19位
  - 男子団体ラージヒル  3位
- 2023年プラニツァ大会 ( スロベニア)
  - 個人ノーマルヒル 6位
  - 混合団体ノーマルヒル 8位
  - 個人ラージヒル 4位
  - 男子団体ラージヒル 4位

### フライング世界選手権
- 2006年バート・ミッテルンドルフ大会（ オーストリア）
  - 個人 35位
  - 団体 9位
- 2008年オーベルストドルフ大会（ ドイツ）
  - 個人 34位
  - 団体 10位
- 2010年プラニツァ大会（ スロベニア）
  - 個人 16位
  - 団体 4位
- 2012年ヴィケルスン大会（ ノルウェー）
  - 個人 10位
  - 団体 7位
- 2014年ハラホフ大会（ チェコ）
  - 個人 5位
- 2016年バート・ミッテルンドルフ大会（ オーストリア）
  - 個人 予選不通過
  - 団体 5位
- 2018年オーベルストドルフ大会（ ドイツ）
  - 個人 2位
  - 団体 3位
- 2020年プラニツァ大会（ スロベニア）
  - 個人 8位
  - 団体 3位
- 2022年ヴィケルスン大会（ ノルウェー）
  - 個人 22位
  - 団体 5位
- 2024年バート・ミッテルンドルフ大会（ オーストリア）
  - 団体 8位

### ジュニア世界選手権
- 2001年カルパチ大会 ( ポーランド)
  - 個人ノーマルヒル 41位
  - 団体ノーマルヒル 8位
- 2003年ソレフテオー大会 ( スウェーデン)
  - 個人ノーマルヒル 26位
  - 団体ノーマルヒル 6位
- 2004年ストリュン大会（ ノルウェー）
  - 個人ノーマルヒル 16位
  - 団体ノーマルヒル 2位
- 2005年ロヴァニエミ大会（ フィンランド）
  - 個人ノーマルヒル 8位
  - 団体ノーマルヒル 2位

### ワールドカップ
- 通算39勝、2位22回、3位19回 (2024/25シーズンまで)

| シーズン | 順位 | ポイント |
| -------- | ---- | -------- |
| 2003/04  | .    | 0        |
| 2004/05  | 53.  | 36       |
| 2005/06  | 45.  | 41       |
| 2006/07  | 30.  | 168      |
| 2007/08  | 30.  | 157      |
| 2008/09  | 30.  | 146      |
| 2009/10  | 24.  | 203      |
| 2010/11  | 10.  | 739      |
| 2011/12  | 5.   | 1078     |
| 2012/13  | 3.   | 953      |
| 2013/14  | 1.   | 1420     |
| 2014/15  | 9.   | 820      |
| 2015/16  | 22.  | 295      |
| 2016/17  | 2.   | 1524     |
| 2017/18  | 1.   | 1443     |
| 2018/19  | 3.   | 1288     |
| 2019/20  | 5.   | 1031     |
| 2020/21  | 3.   | 955      |
| 2021/22  | 19.  | 397      |
| 2022/23  | 14.  | 608      |
| 2023/24  | 26.  | 256      |
| 2024/25  | 31.  | 157      |